# Тур (округ)
Тур (фр. Tours) — округ (фр. Arrondissement) во Франции, один из округов в регионе Центр (регион Франции). Департамент округа — Эндр и Луара. Супрефектура — Тур.
Население округа на 2006 год составляло 447 486 человек. Плотность населения составляет 170 чел./км². Площадь округа составляет всего 2629 км².